# Chi Sừng trâu
Chi Sừng trâu (danh pháp khoa học: Strophanthus) là một chi của 35-40 loài thực vật có hoa trong họ La bố ma (Apocynaceae), có nguồn gốc chủ yếu ở khu vực châu Phi nhiệt đới, trải dài tới Nam Phi, với chỉ một vài loài ở châu Á, từ miền nam Ấn Độ tới Philippines và miền nam Trung Quốc. Tên gọi khoa học của chi này có nguồn gốc từ tiếng Hy Lạp strophos anthos, "hoa dây xoắn") do các đoạn giống như sợi chỉ xoắn và dài của tràng hoa, với một loài (S. preussii) có các sợi này dài tới 30–35 cm.
Chi này bao gồm các loại dây leo, cây bụi và cây thân gỗ nhỏ. Lá mọc đối hay mọc vòng, dạng lá đơn hình mũi mác rộng bản, dài 2–20 cm, với mép lá nhẵn.
Một vài bộ lạc ở châu Phi sử dụng Strophanthus làm thành phần cơ bản trong các loại thuốc độc để tẩm vào đầu mũi tên.

## Các loài
- Strophanthus aambe
- Strophanthus alterniflorus
- Strophanthus amboensis
- Strophanthus annamensis
- Strophanthus arboreus
- Strophanthus arnoldianus
- Strophanthus aurantiacus
- Strophanthus barteri
- Strophanthus bequaertii
- Strophanthus boivinni
- Strophanthus brevicaudatus
- Strophanthus bullenianus
- Strophanthus capensis
- Strophanthus caudatus (châu Á nhiệt đới)
- Strophanthus chinensis (Việt Nam, miền nam Trung Quốc)
- Strophanthus congoensis
- Strophanthus courmontii
- Strophanthus cumingii
- Strophanthus dichotomus
- Strophanthus divaricatus (Việt Nam, miền nam Trung Quốc): cây sừng trâu
- Strophanthus eminii (Đông Phi; chất độc: e-strophanthin)
- Strophanthus glabra
- Strophanthus gratus (nhiệt đới Tây Phi; chất độc: ouabain, g-strophanthin)
- Strophanthus hispidus (Togo, Cameroon)
- Strophanthus laurifolinus
- Strophanthus kombe (Đông Phi; chất độc: k-strophanthin)
- Strophanthus nicholsoni
- Strophanthus petersianus (nhiệt đới châu Phi)
- Strophanthus preussii (nhiệt đới Tây Phi)
- Strophanthus sarmentosus (nhiệt đới châu Phi)
- Strophanthus scandens (Mallacca)
- Strophanthus speciosus (Nam Phi)
- Strophanthus thallone
- Strophanthus vanderijstii
- Strophanthus welwitschii

## Dược lý học
Các loài cây trong chi này sinh ra các ancaloit độc và các glicozit tim như g-strophanthin (đồng nghĩa: ouabain), k-strophanthin và e-strophanthin. Theo chỉ định thông thường, loại thuốc này tác động lên tim trước khi có ảnh hưởng tới các cơ quan hay mô khác. Hiện tại, người ta vẫn chưa thấy tác động phụ nào khác. Nó được sử dụng để sản xuất thuốc Ouabain, được chỉ định dùng như là thuốc kích thích tim mạch nhằm điều trị suy tim ứ huyết, và nó là tương tự như thuốc Digoxin được sản xuất từ mao địa hoàng tím (Digitalis purpurea).

## Hình ảnh

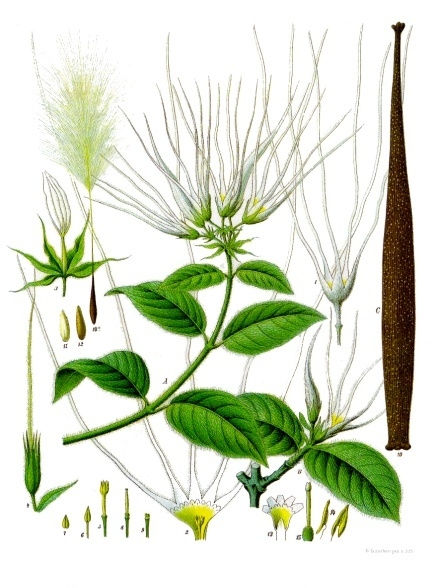
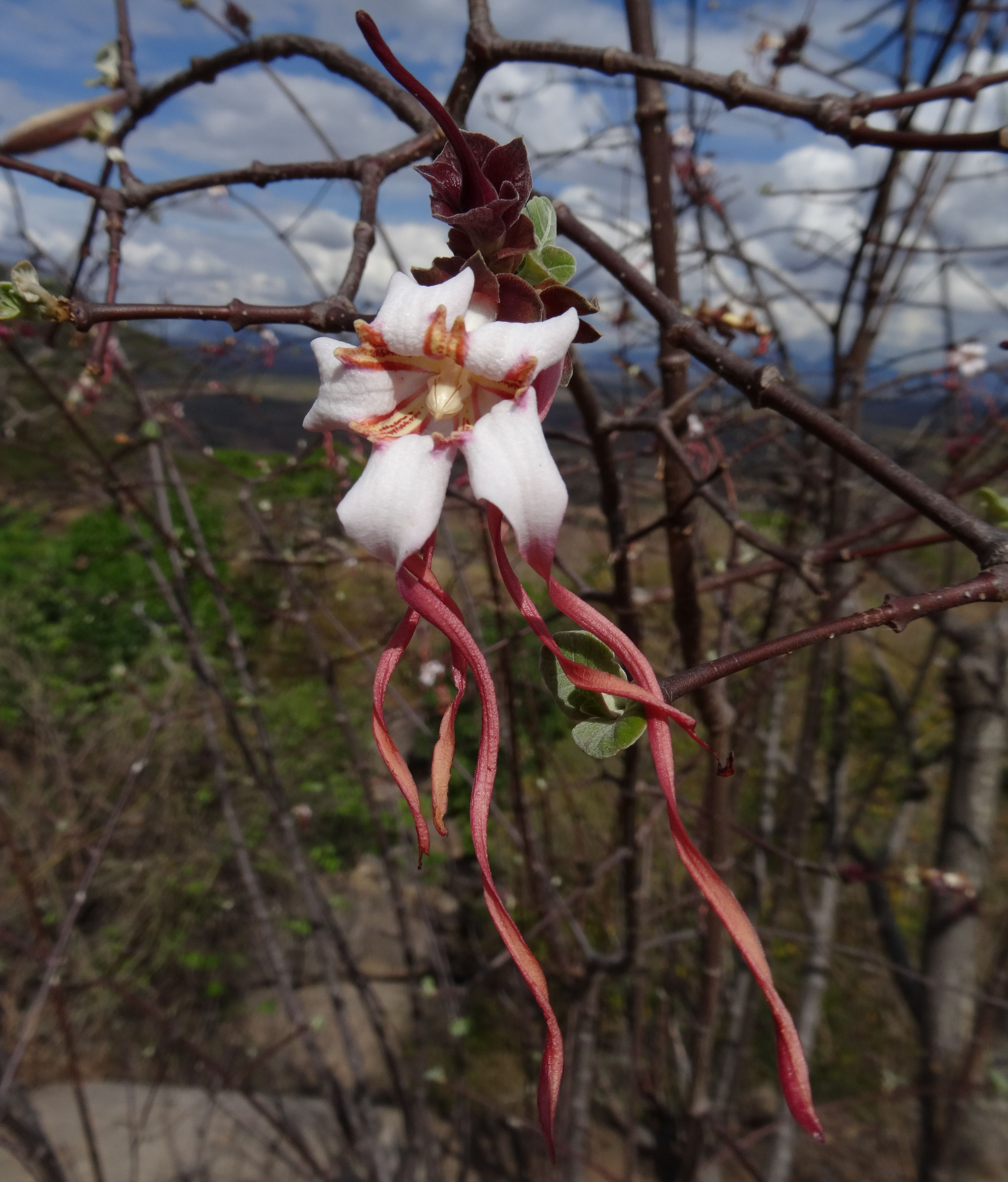